# Impatiens clavigera
Impatiens clavigera är en balsaminväxtart som beskrevs av Joseph Dalton Hooker. Impatiens clavigera ingår i släktet balsaminer, och familjen balsaminväxter. Inga underarter finns listade i Catalogue of Life.